# Nova Kul'na
Nova Kul'na  (ucraniano: Нова Кульна) es una localidad del Raión de Kotovsk en el Óblast de Odesa de Ucrania. Según el censo de 2001, tiene una población de 216 habitantes.